# Eustomias arborifer
Eustomias arborifer är en fiskart som beskrevs av Parr 1927. Eustomias arborifer ingår i släktet Eustomias och familjen Stomiidae. Inga underarter finns listade i Catalogue of Life.